# Saint-Pourçain-sur-Besbre
Saint-Pourçain-sur-Besbre is een gemeente in het Franse departement Allier (regio Auvergne-Rhône-Alpes) en telt 423 inwoners (2004). De plaats maakt deel uit van het arrondissement Moulins.

## Geografie
De oppervlakte van Saint-Pourçain-sur-Besbre bedraagt 32,5 km², de bevolkingsdichtheid is 13,0 inwoners per km².

## Bezienswaardigheden
Op het grondgebied van de gemeente bevindt zich het pretpark Le PAL.
De onderstaande kaart toont de ligging van Saint-Pourçain-sur-Besbre met de belangrijkste infrastructuur en aangrenzende gemeenten.

## Demografie
Onderstaande figuur toont het verloop van het inwonertal (bron: INSEE-tellingen).
Vanwege een beveiligingsprobleem met de MediaWiki Graph-software is het momenteel niet mogelijk deze grafiek weer te geven. Zodra de software is bijgewerkt zal de grafiek vanzelf weer zichtbaar worden.